# ヘンリー・ベリー・ローリー

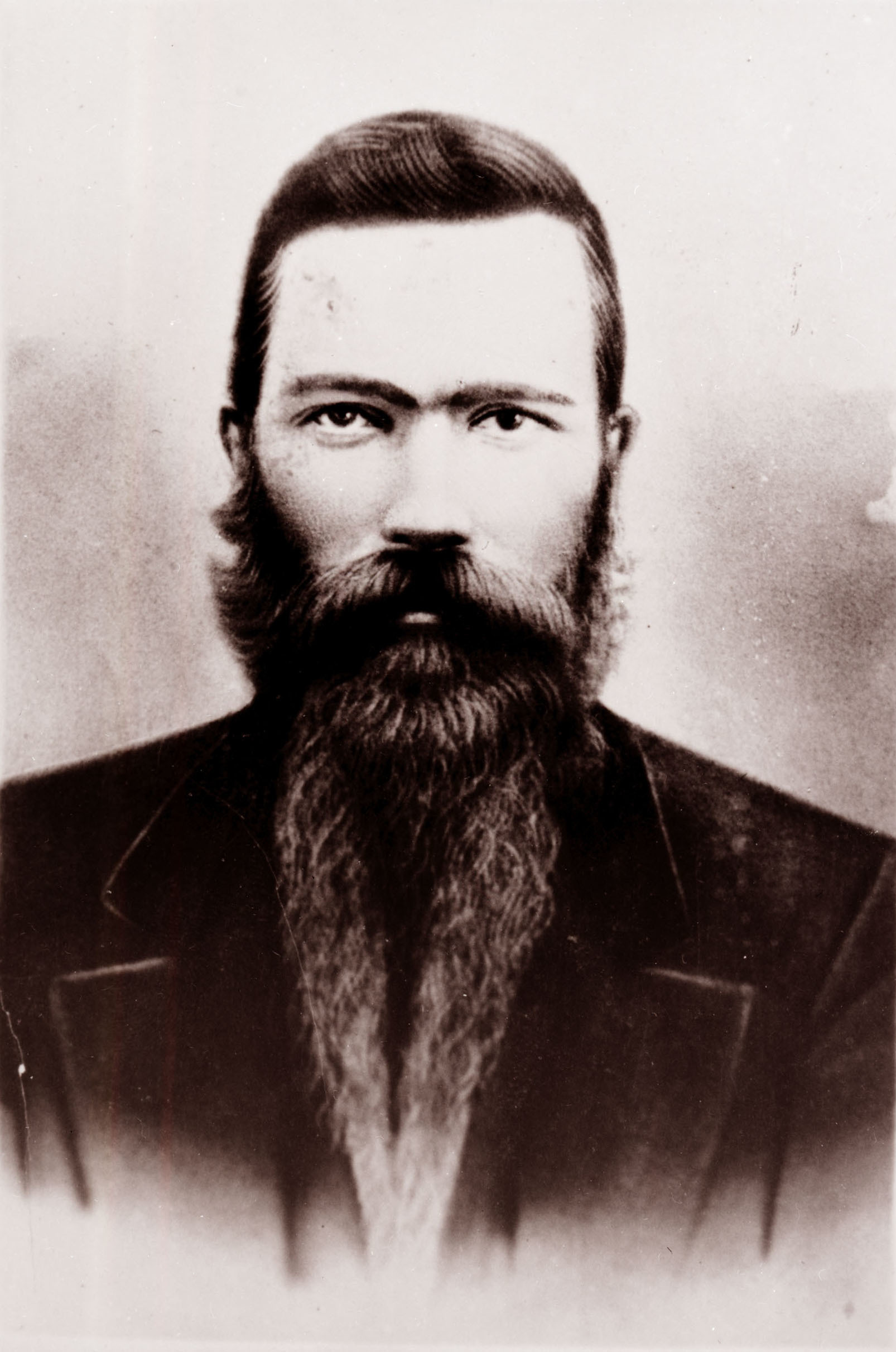
インディアンのロビン・フッド、ヘンリー・ベリー・ローリー

ヘンリー・ベリー・ローリー（Henry Berry Lowrie、1844年 - 1874年?）は、アメリカ、ノースカロライナ州出身のアウトロー。良く組織された集団を率いて、1864年から1874年の10年間、公民権や個人の自由、インディアン（ラムビー族やタスカローラ族）の先住民としての民族自決のため、森で連合国（南軍）の義勇軍に抵抗して戦った（ローリー戦争）。ロビン・フッドのような生き方から、インディアンのラムビー族やタスカローラ族からインディアン・ロビン・フッド（あるいはラムビー・ロビン・フッド）とも呼ばれ、ノースカロライナ州では英雄的存在である。

## 生い立ち
1844年、ノースカロライナ州のインディアン部族、ラムビー族が住むロブソン郡ホープウェル・コミュニティで、父アレン・ローリーと母メアリー（ポリー）・ローリーとの12人いる子供の1人として生まれた。アレンはラムビー族（又はタスカローラ族とも）の血が入っており、また祖父はバージニア州の裁判官のジェームズ・ローリーである。アレンはロブスン郡の他のインディアンと同様に貧しかったが、200エーカーの土地を所有しており、養鶏場を運営することでローリー一家は次第に豊かになっていった。

## 南北戦争
南北戦争が始まるとノースカロライナ州は連合国（南軍）に所属した。戦略的に重要なウィルミントンを守るためにフィッシャー砦の建設が始まると、周辺の住民で結成していた連合国の義勇軍がこれにあたった。また、ラムビー族なども捕虜にされて強制労働を強いられ、ローリーの従兄弟も強制的に働かされていた。
彼らラムビー族の強制労働されていた者達は、義勇軍から逃れてロブソン郡の森の湿地帯に隠れ、銃や窃盗で得た肉など食料にして南軍の義勇軍に対して抵抗していた。ローリー一家は、こうした者達を自宅に匿っていたという。

## 父の処刑
1864年12月21日、ロブスン郡で奴隷を使って農場を経営していたジェームズ・P・バーンズが殺害された。殺害したのは、南軍に抵抗していた者達に農場から盗んだ豚や銃、弾薬を密輸して助けていたギャング団のメンバーだったが、そのメンバーの中にローリーの兄のジェームズ・ブラントリー "ブラント" とハリスの2人がいた。また、ローリーの父アレンと兄ウィリアムも自宅で密輸を手伝っていた。ジェームズ・ブラントリー "ブラント" とハリスは1865年1月15日に殺害されているが、バーンズ殺害は2人を手助けした父アレンと兄ウィリアムも同罪とされ、1865年3月3日ロブソン郡の裁判で有罪判決が下されて処刑された。この時18歳だったローリーは、父や兄の処刑を見て復讐を誓った。

## ローリー戦争
父と兄の復讐のため、ローリーはアウトローとなって南軍の義勇軍相手に戦った。そのため南軍によって指名手配されていたが、1865年12月7日KKKのメンバーでもあるジョン・テーラー殺害容疑で逮捕された。しかし、結婚したローダ・ストロングに助けられて森に逃げた。そして兄弟であるスティーブとトムを誘い、従兄弟やインディアン、インディアンを助けていたメンバー、さらには2人の黒人と1人の白人も加わり、森の湿地帯でゲリラ戦を展開しながら戦った。武器はショットガンなどの銃で盗んだ物である。盗んだ食料はペンブロークの貧しい者に分散して分け与えていた。ローリー戦争とも言われた。1872年、ローリーは森での戦いの最中ラムビー川（ランバー川）の沼地で痕跡も残さず姿を消した。
1874年、メンバーで兄弟のスティーブの死亡でローリー戦争は終わった。

## 評価
その後、ローリーは英雄視され、ラムビー族らインディアンの民族の英雄的とされるようになった。